# Gökkaya, Ahmetli
Gökkaya là một thị trấn thuộc huyện Ahmetli, tỉnh Manisa, Thổ Nhĩ Kỳ. Dân số thời điểm năm 2011 là 1.252 người.